# 2MASS J02271036-1624479
2MASS J02271036-1624479 ist ein Brauner Zwerg im Sternbild Widder. Er wurde 2000 von Reid et al. entdeckt und gehört der Spektralklasse L1 an.